# 沃本广场

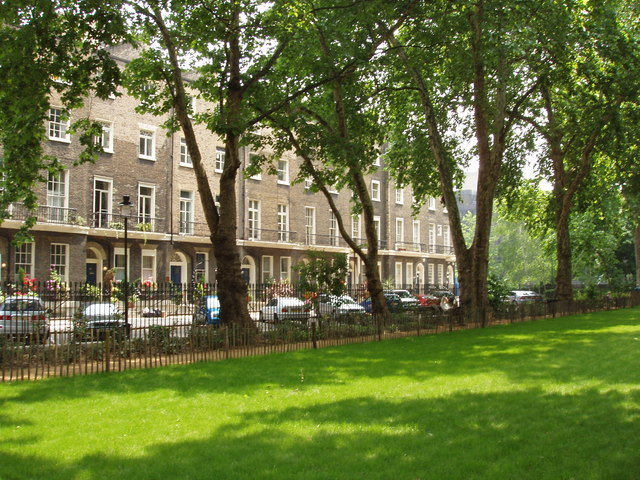
沃本广场

沃本广场（英語：Woburn Square）是伦敦布卢姆茨伯里最小的广场，属于伦敦大学，由托马斯·丘比特设计，建于1829-1847年。广场得名于 沃本修道院，是布卢姆茨伯里主要的开发者贝德福德公爵主要的乡村邸宅。
广场上最初的建筑是41栋二流的房子，小于相邻的戈登广场，因此租金较低。广场位于圣潘克拉斯堂区和霍尔本堂区之间的边界，界石仍可在花园中见到。两个广场原本都是沼泽，为改善土地而建。
这个狭长的广场，曾经延伸到罗素广场。但是南半部在1970年代被拆除，为伦敦大学亚非学院的新建筑腾出空间。